# Association des Industriels d'Israël

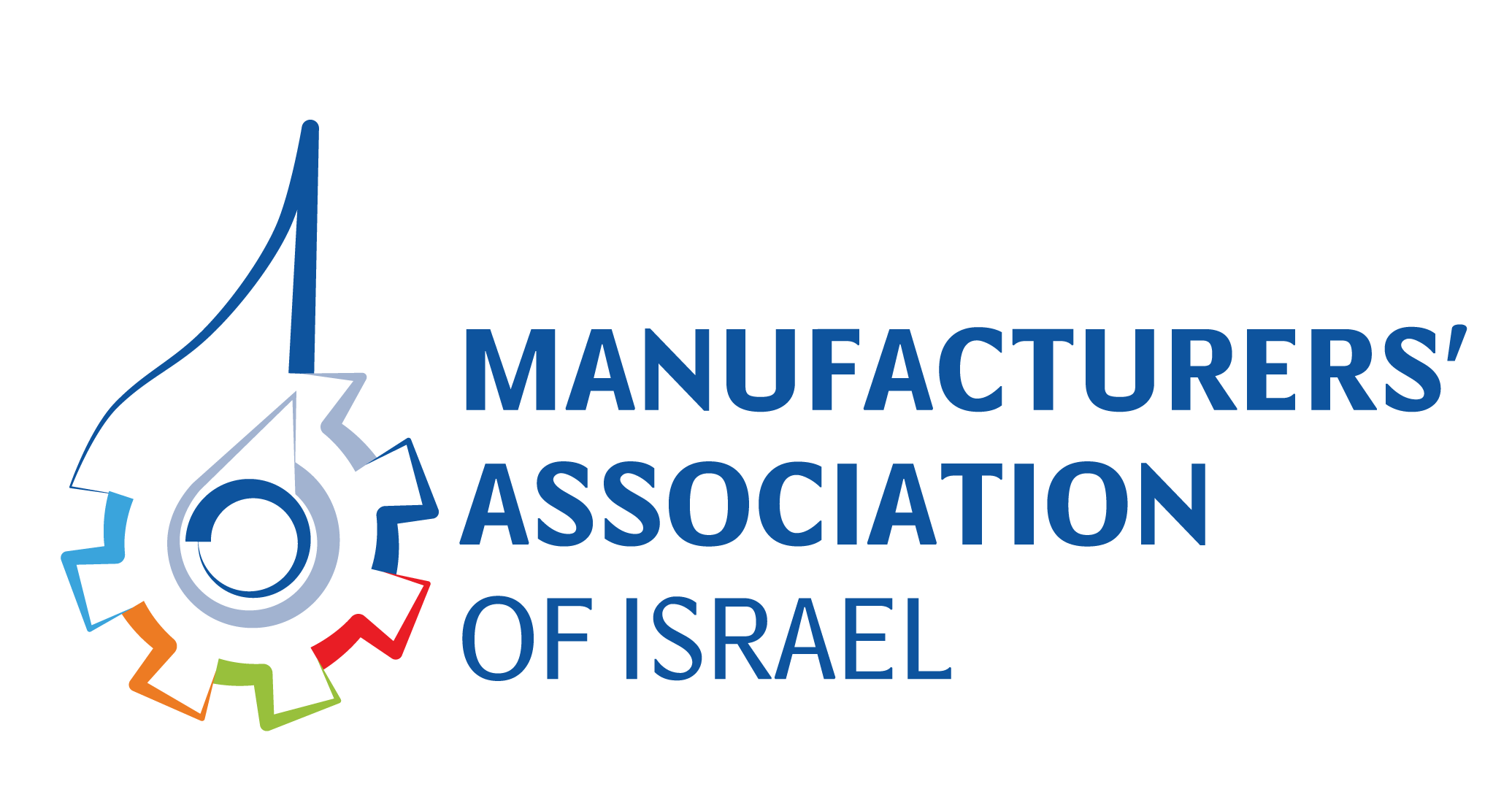
Manufacturers Association of Israel

L'Association des Industriels d'Israël (MAI) (hébreu : התאחדות התעשיינים בישראל) est l'organe représentatif de tous les secteurs industriels en Israël: les industries privées, publiques, kibboutzique et du gouvernement. L'MAI rassemble plus de 2 000 entreprises et installations industrielles, qui sont responsables de plus de 95 % de la production industrielle en Israël.

## Histoire
L'Association des Industriels d'Israël a été fondé en 1921 par un groupe d'industriels juifs durant la période où la Palestine s'est trouvée sous mandat britannique. En dehors de plaidoyer et de pratiquer lobbying pour l'industrie locale et les entrepreneurs, l'MAI offre des services-conseils en relations industrielles et dans le domaine de législation économique et sociale, le commerce extérieur, la politique commerciale et la pratique de la réglementation du commerce internationale, ainsi qu'au le niveau de la législation parlementaire et la mise en œuvre et l'application des lois.
L'MAI est membre des organisations du commerce international et des organisations patronales telles que l'IOE (Organisation internationale des employeurs) et le BIAC (Comité consultatif économique et industriel). Ses interlocuteurs locaux sont les Ministères Israélien dans les domaines économiques, sociaux et des infrastructures, ainsi que l'Institut Israélien d'Exportation et Coopération Internationale, et autres.

## Structure
L'Association des Industriels d'Israël est composée de sous-associations, qui sont: Industries de la Métallurgie, de l'Electricité et de l'Infrastructure, Industries des Matériaux de Construction et des Biens de Consommation, Industrie de l'Electronique et Logiciel, Industrie Pétrochimique et Pharmaceutique, Industries Agroalimentaires, Industries du Textile & de la Mode, et l'Association de l'Industrie du Kibboutz.
En plus, il y a sept divisions verticales qu'offrent les services aux sous-associations: Économie,  Réglementation gouvernementale, Petites et moyennes entreprises (PME), Commerce extérieur et des relations internationales, Finances et administration, Communications, et Droits du travail.

## Prix et des trophées
En 2008, l'Association des Industriels d'Israël a reçu le Prix d'Israël pour l'ensemble des réalisations et la contribution spéciale à l'économie et la société  du pays,.